# زباباوية
الزباباوية (الاسم العلمي: Soricini) هي قبيلة من الحيوانات تتبع فصيلة الزبابات من الرتبة زباببات الشكل.